# Jurunjávrre
Jurunjávrre (lulesamisch und schwedisch, veraltet Juronjaure und Jurunjaure) ist ein Süßwassersee im Nordwesten der Gemeinde Arjeplog im Norrbottens län, Schweden, nahe der norwegischen Grenze. Zufluss ist der Fluss Ikkesjåhkå, der den nahe gelegenen Ikkesjávrre entwässert. Abfluss ist der Seldutjåhkå (Skellefteälven), einer der großen Flüsse Nordschwedens; er durchfließt die Seen Hornavan, Uddjaure und Storavan und mündet bei Skellefteå in den Bottnischen Meerbusen.

## Kulturmilieu und Name
Das Gebiet um den Jurunjávrre liegt im pitesamischen Sprachgebiet und wird von der Siida Semisjaur-Njarg sameby (einer lokalen Gemeinschaft samischer Rentierhalter) genutzt. Es ist außerdem ein beliebtes Ausflugsziel für Wanderer, Skiläufer und Motorschlittentouristen.
Der Name des Sees stammt aus dem Samischen. Jurunjávrre entspricht der lulesamischen Schreibung des Namens, die heute ebenfalls als die offizielle schwedische Form gebraucht wird. Vorher war die ältere umesamische Schreibung Juronjaure offiziell. Auch die Mischform Jurunjaure kommt vor. Es handelt sich um eine Wortzusammensetzung mit dem Grundwort ‚See‘ (pitesamisch jávvre, lulesamisch jávrre,). Jurun ist der Name eines Geländes am Abfluss des Sees etwa 7 km nordöstlich von einem Parkplatz beim See Guoledisjávrre am Riksväg 95 (s.g. Silvervägen). Verwandte Ortsnamen der Gegend – mit identischem Bestimmungswort – sind Jurunvágge (Tal) und Jurunvárátj (Berg).

### Juronjaurekåtan

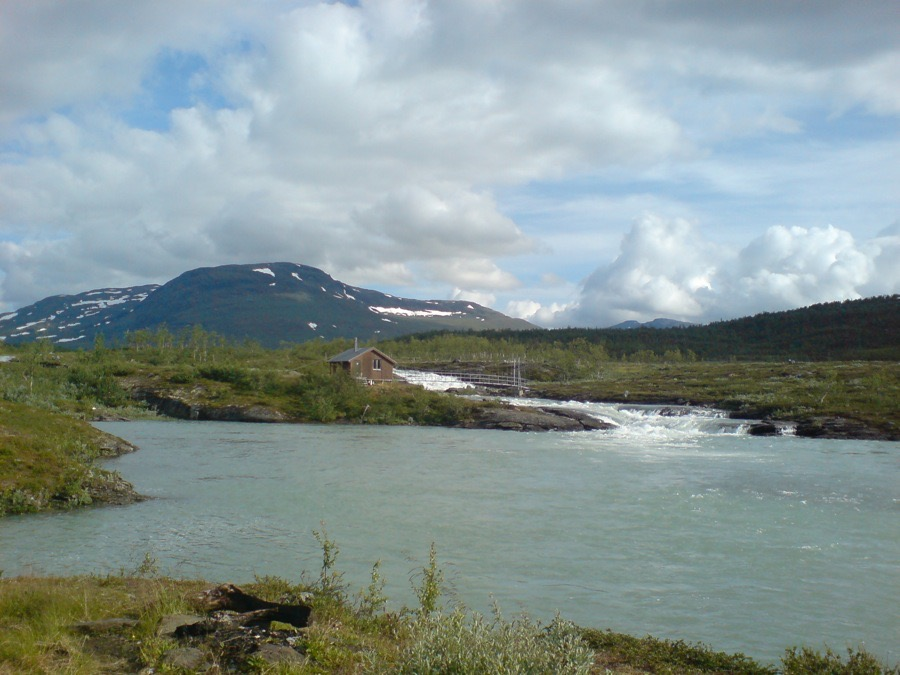
Juronjaurekåtan an der Mündung des Skelleälven direkt unterhalb des Sees Jurunjávrre

Juronjaurekåtan (in alter Schreibweise, deutsch etwa: (die) Jurun-See-Kote) ist eine ehemalige Kote (schwedisch kåta), heute: Hütte, die vom schwedischen Tourismusverband als Schutzhütte am Abfluss des Jurunjávrre betrieben wird. Die ursprüngliche Kote wurde 1925 mit einem verschließbaren Schuppen für Bettzeug und Küchenausrüstung versehen. Heute steht dort eine Holzhütte mit Aufenthaltsraum.
Die Buchstabenkombination im Inneren des Namens Juronjaurekåtan, den Astrid Lindgren auf einer Karte fand, gab der Autorin die Inspiration für den Namen der Titelfigur von Ronja Räubertochter.